# Almiserà
Almiserà è un comune spagnolo di 247 abitanti situato nella comunità autonoma Valenciana.